# Bolma johnsoni
Bolma johnstoni là một loài ốc biển, động vật thân mềm chân bụng sống ở biển thuộc họ Ốc xà cừ (Turbinidae).

## Miêu tả
Loài này có vỏ dài 37 mm. Các cá thể của loài có thể phát triển đến 17 g.

## Sinh sản
Bolma johnstoni là loài sinh sản hữu tính.

## Phân bố
Chúng phân bố ở Đại Tây Dương dọc theo Sierra Leone và Angola.